# Episodi di Doom Patrol (quarta stagione)
La quarta e ultima stagione della serie televisiva Doom Patrol, composta da 12 episodi, è stata distribuita in due parti: la prima (ep. 1-6) sul servizio streaming HBO Max dall'8 dicembre 2022 al 5 gennaio 2023, mentre la seconda (ep. 7-12) sullo stesso servizio streaming, nel frattempo rinominato Max, dal 12 ottobre al 9 novembre 2023.
In Italia la stagione è inedita.
| n° | Titolo            | Prima TV USA     | Prima TV Italiano |
| -- | ----------------- | ---------------- | ----------------- |
| 1  | Doom Patrol       | 8 dicembre 2022  | inedita           |
| 2  | Butt Patrol       | 8 dicembre 2022  | inedita           |
| 3  | Nostalgia Patrol  | 15 dicembre 2022 | inedita           |
| 4  | Casey Patrol      | 22 dicembre 2022 | inedita           |
| 5  | Youth Patrol      | 29 dicembre 2022 | inedita           |
| 6  | Hope Patrol       | 5 gennaio 2023   | inedita           |
| 7  | Orqwith Patrol    | 12 ottobre 2023  | inedita           |
| 8  | Fame Patrol       | 12 ottobre 2023  | inedita           |
| 9  | Immortimas Patrol | 19 ottobre 2023  | inedita           |
| 10 | Tomb Patrol       | 26 ottobre 2023  | inedita           |
| 11 | Portal Patrol     | 2 novembre 2023  | inedita           |
| 12 | Done Patrol       | 9 novembre 2023  | inedita           |